# Giuseppe Terragni
Giuseppe Terragni (n. 18 aprilie 1904, Meda, Lombardia, Regatul Italiei – d. 19 iulie 1943, Como, Lombardia, Regatul Italiei) a fost un arhitect italian.